# Oopsis velata
Oopsis velata là một loài bọ cánh cứng trong họ Cerambycidae.